# Армветврач
Армветврач — сокращённое название должности «армейский ветеринарный врач» и персональное воинское звание высшего начальствующего состава в Красной Армии. Выше Корветврача, являлось высшим званием военно-ветеринарного состава РККА.

## История
Введено Постановлением ЦИК СССР и СНК СССР от 22 сентября 1935 года «О введении персональных военных званий начальствующего состава РККА» взамен всех прежних званий военно-ветеринарного состава служебной категории К-14. Предназначалось для руководителя военно-ветеринарной службы РККА. В пограничных и внутренних войсках НКВД это звание было установлено приказом от 23 октября 1935 года № 331 и предназначалось для высшего руководства военно-ветеринарных служб войск. Следует учитывать, что данное звание могло быть присвоено только военнослужащему с высшим ветеринарным образованием, прочий начальствующего состав в этой службе, включая и ветфармацевтов, носил звания военно-хозяйственного состава.
Звание армветврач никому не присваивалось.
В марте 1940 года по проекту К.Е. Ворошилова предполагалось в указе Президиума Верховного совета СССР от 07 мая 1940 г. «Об установлении воинских званий высшего командного состава Красной Армии» ввести вместо него звание генерал ветеринарной службы, однако в результате генеральских званий для военно-ветеринарного состава тогда вообще не было введено.
Упразднено Постановлением ГКО СССР № 2685 от 2 января 1943 года «О введении персональных воинских званий военно-медицинскому и военно-ветеринарному составу Красной Армии».
| Род войск                                       | Соответствующее звание/должность |
| В командном составе                             | В командном составе |
| ----------------------------------------------- | --- |
| в сухопутных и военно-воздушных силах РККА      | командарм 2-го ранга |
| Народный комиссариат внутренних дел СССР        | комиссар государственной безопасности 2-го ранга, введённое постановлением ЦИК и СНК СССР от 7 октября 1935 года (военнослужащие пограничных и внутренних войск НКВД имели воинские звания, принятые в РККА) |
| Военно-Морской Флот СССР                        | флагман флота 2-го ранга |
| ВВС ВМФ и береговая служба                      | командарм 2-го ранга |
| В начальствующем составе                        | |
| в военно-политическом составе всех родов войск  | армейский комиссар 2-го ранга |
| в военно-техническом составе всех родов войск   | арминженер |
| в военно-техническом составе ВМФ                | инженер-флагман флота |
| в военно-хозяйственном составе всех родов войск | арминтендат |
| в военно-медицинском составе всех родов войск   | армврач |
| в военно-юридическом составе всех родов войск   | армвоенюрист |

## Знаки различия

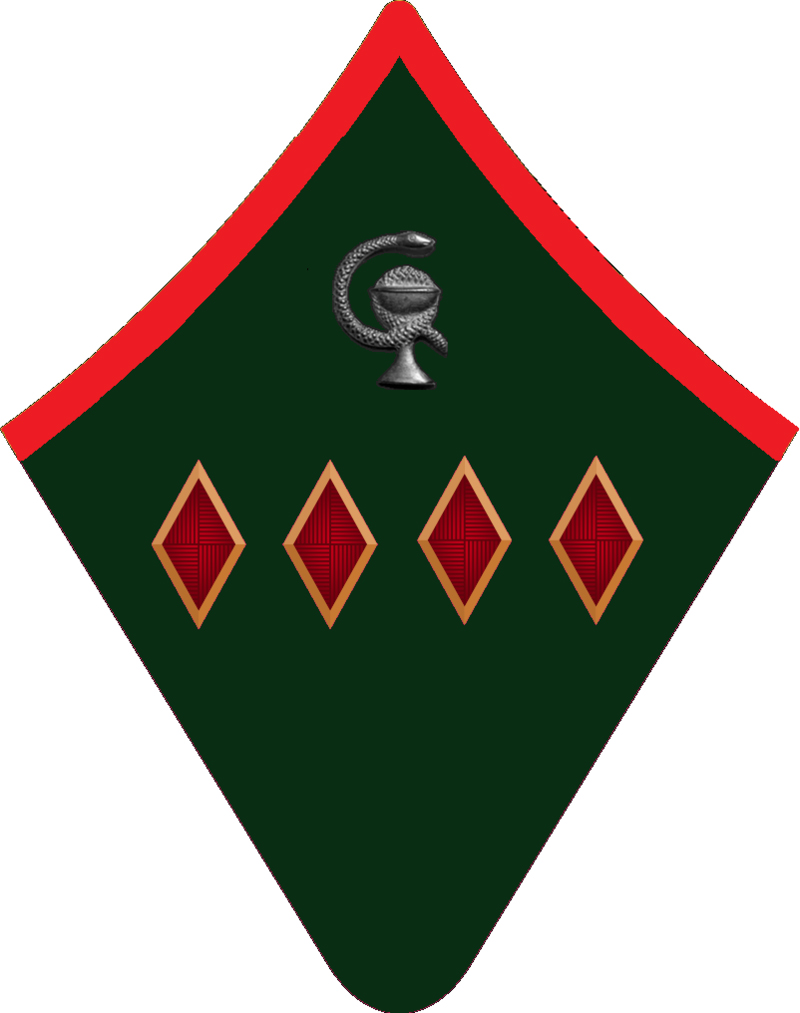
Петлицы армветврача для шинели

Знаки различия — четыре красных ромба в петлицах.

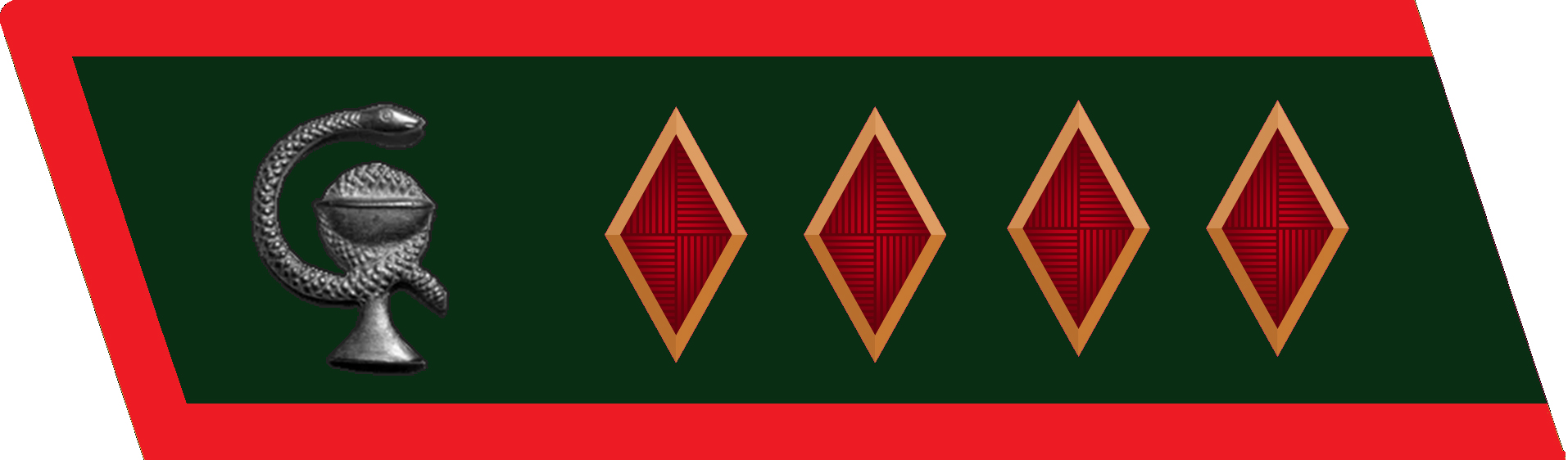
Петлицы армветврача для гимнастёрки

Над ромбами была эмблема военно-ветеринарного состава - сосуд гигеи серебристого цвета, установленная приказом НКО СССР от 10 марта 1936 года № 33.
Постановлением СНК СССР от 2 декабря № 2590 для военно-ветеринарного состава была установлена тёмная-зелёная расцветка петлиц с красным кантом.
Если ветеринарные подразделения входили в часть, принадлежащую иному роду войск, то носили свою эмблему на петлицах цвета соответствующей службы.